# Marta Nieradkiewicz
Marta Nieradkiewicz (ur. 21 czerwca 1983 w Łodzi) – polska aktorka teatralna i filmowa.

## Życiorys
Ukończyła VI Liceum Ogólnokształcące w Łodzi, w klasie o profilu teatralno-filmowym. W 2007 ukończyła studia na Wydziale Aktorskim PWSFTviT w Łodzi i w tym samym roku na XXV Festiwalu Szkół Teatralnych w Łodzi otrzymała Wyróżnienie Ministra Kultury i Dziedzictwa Narodowego za rolę Klarysy Hailsham-Brown w przedstawieniu Pajęcza sieć oraz nagrodę Publiczności w kategorii „najbardziej elektryzująca rola żeńska”.
Za rolę Sylwii w filmie Płynące wieżowce otrzymała Nagrodę za drugoplanową rolę kobiecą na 38. Gdynia Film Festival, Złotego Szczeniaka za drugoplanową kreację aktorską kobiecą na Festiwalu Aktorstwa Filmowego im. Tadeusza Szymkowa we Wrocławiu i nominację do Polskiej Nagrody Filmowej w kategorii najlepsza drugoplanowa rola kobieca. W 2014 otrzymała Nagrodę „Złotą Maskę” za żeńską rolę w spektaklu Bracia i siostry w reżyserii Mai Kleczewskiej wystawianym przez Teatr im. Jana Kochanowskiego w Opolu.
Występowała m.in. w Teatrze Polskim w Bydgoszczy (2008–2012) i Teatrze Dramatycznym w Opolu (2012–2013), a od roku 2013 jest aktorką Starego Teatru w Krakowie.
W 2014 roku wystąpiła w teledysku Dawida Podsiadły do piosenki „No”, a w marcu 2016 roku zagrała w teledysku do utworu „Co jest ze mną nie tak” Pezeta i Czarnego HIFI.

## Życie prywatne
Była związana z Dawidem Ogrodnikiem, ma z nim córkę Jaśminę (ur. 2018).

## Filmografia
- 2000: Człowiek wózków jako Kaśka Wiosenna
- 2007: Codzienna 2 m. 3 jako aspirant Jolanta Klata (odc. 45)
- 2007–2012, 2014: Barwy szczęścia jako Julia Marczak-Zwoleńska
- 2008: Glina jako Monika, córka gangstera Pęczaka (odc. 20, 22, 24)
- 2009: Naznaczony jako Ola (odc. 10)
- 2009: Ojciec Mateusz jako Paulina Murawa (odc. 27)
- 2010: Non Sono Pronto jako Marta
- 2011: Z miłości jako Ewelina
- 2011: Prosto w serce jako Tamara Głogowska (odc. 58–63)
- 2011: Instynkt jako Celina Rylska (odc. 4)
- 2011: Na dobre i na złe jako Dagna (odc. 453)
- 2012: Julia jako Ewa Olczak (odc. 57–58, 60–63)
- 2012: Komisarz Alex jako Justyna Wójcik (odc. 23)
- 2012: Prawo Agaty jako Magda Buhl (odc. 25)
- 2013: Płynące wieżowce jako Sylwia
- 2013: Bez tajemnic jako Ewa, partnerka Konrada (odc. 19)
- 2014: Mur jako Agata
- 2015: Pakt jako Weronika Zawadzka
- 2016: Zjednoczone stany miłości jako Marzena Klencner
- 2016: Kamper jako Mania Brzezińska
- 2017: Szatan kazał tańczyć jako Jagoda
- 2017: Dzikie róże jako Ewa
- 2017–2019: Ultraviolet jako Aleksandra Serafin-Łozińska
- 2019: Solid Gold  jako policjantka Kaja Miller
- 2020: Bez skrupułów jako Kaja Miller
- 2021: Otwórz oczy jako dr Zofia Morulska
- 2022: Niewolnik jako Maja
- 2022: Kobieta na dachu jako psychiatria
- 2022: Wielka Woda jako dziennikarka lokalnej TV Merkury
- 2022: Głupcy jako Iza
- 2023: Lęk  jako Łucja, siostra Małgorzaty[6]
- 2023:  Kobieta z ...  jako matka Andrzeja/Anieli w młodości[7]
- 2025: Przepiękne!  jako Magda